# 纪元系列
纪元（台湾又译作）是由多個開發商開發的德國電子遊戲系列。。由Max Design於1998年構思，融合了即時戰略、經營模擬和城市建造元素。遊戲圍繞在一系列小島上的聚居建築和資源管理。其包括探索、戰爭、外交和貿易。系列中大多數遊戲背景都是建於歷史上文藝復興時期和帝國建設時期，其文化、建築和習俗基於這些時期的現實生活元素。近幾代的遊戲背景定於未來，試圖傳達「如果當前科技發展可能產生的情況」。
系列中每款遊戲各自獨立，儘管作品歷代新增了些許改進和功能，並推出DLC以添加更多內容，但遊戲基本架構依然相同。最初遊戲主要著重於單人和多人模式，而後增加內含多個任務的戰役模式，每個任務都有獨特的故事劇情，通常遊玩方式是讓玩家以統治者角度參與發生於遊戲內的重大事件。
系列主要於PC平台發售，但依然延伸出各種於次世代平台的作品，雖然和正統系列相比，這些遊戲的遊戲機制更加簡化。美麗新世界經歷過許多不同開發和發行商，目前由Blue Byte開發，Ubisoft發行。該系列多數作品都獲得了好評。截至2002年12月，《美麗新世界 1602》為德國有史以來最暢銷的電玩遊戲，全球銷量為250萬套，德國市場的銷量為170萬套。而續作打破了記錄，成為德國銷售速度最快的付費電腦遊戲，在國內售出了50萬套。最終在德語系國家銷售數字超過越了一百萬，系列於2006年10月在全球售出了450萬套。

## 遊戲
- 美麗新世界 1602（1998） － 即時戰略遊戲，美版和澳版稱為“1602 A.D”，以此類推。
- 美麗新世界 1503（英语：Anno_1503）（2003）
- 美麗新世界 1701（英语：Anno_1701）（2006）
- 美麗新世界 1701：沉睡之龍（2007） － 擴展包
- 美麗新世界 1701:探索的開端（英语：Anno_1701:_Dawn_of_Discovery）（2007） － 任天堂DS平台發售，系列延伸作品。
- 美麗新世界 1404（英语：Anno_1404）（2009）。[5]
- 纪元1404：威尼斯（2009） － 擴展包
- 美麗新世界 2070（2011） － －引入未來設定。
- 纪元2070：深海（2012） － 擴展包
- 美麗新世界 2205 （2015）[6]
- 美麗新世界 1800（2019）

延伸作品
- 美麗新世界:創造新世界（英语：Anno:_Create_A_New_World）（2009） － 在任天堂DS和Wii平台發售。
- 纪元Online（英语：Anno_Online）（2013） －免費網頁遊戲 。[7]

## 外部連結
- 育碧北美官網